# 沃尔巴克氏体
沃尔巴克氏体属（學名：Wolbachia）為立克次体目無形體科的一属，是一類感染节肢动物、包括很大部分昆虫以及一些线虫的细菌。它是世界上最常见的寄生微生物，可能是生物圈最常见的寄生生物。沃尔巴克氏体感染能缩短果蝇寿命。它与其宿主的交互过程很复杂，参与多种调控其寄主生殖活动的机制，有的涉及到互利共生而非寄生。有的物种如果没有沃尔巴克氏体的寄生将不能生殖甚至不能生存。研究估计在新热带界超过16%的昆虫感染了沃尔巴克氏体。全部昆虫物种的25-70%被估计是沃尔巴克氏体的潜在宿主。沃尔巴克氏菌是自然界分布最为广泛的一种共生菌，在鞘翅目、双翅目、半翅目、同翅目、膜翅目、鳞翅目、直翅目和啮虫目等10多个目的150万一500万种昆虫中都有共生。
沃尔巴克氏体通过宿主的卵来垂直传播。沃尔巴克氏体演化出多种方式能最大限度地感染宿主所产的卵。

## 历史
1924年馬歇爾·赫爾廷（Marshall Hertig）与西梅恩·伯特·沃爾巴克在室内常见的尖音库蚊体内发现沃尔巴克氏体。1936年赫爾廷正式命名该物种为。1971年加州大学洛杉矶分校的Janice Yen与A. Ralph Barr发现被沃尔巴克氏体感染的雄性尖音库蚊的精子与未被沃尔巴克氏体感染的雌性尖音库蚊的卵子结合的受精卵由于细胞质不兼容而死亡，科学界所后加强了对沃尔巴克氏体的研究。沃尔巴克氏体由于广泛分布、众多不同的演化交互、潜在地生物防控，具有巨大的研究价值。

## 在宿主性别分化中的作用
沃尔巴克氏体能够感染宿主的很多器官，但最重要的是感染精巢与卵巢。成熟的卵中有很多沃尔巴克氏体，但成熟的精子中没有沃尔巴克氏体。仅由被感染的雌性宿主把沃尔巴克氏体传播给后代。沃尔巴克氏体通过改变宿主的生殖能力极大化了其传播，有四种表型：
- 雄性死亡：被感染的雄性在幼虫发育时死亡，这增加了被感染的雌性的出生率。[6]
- 雌性化：被感染的雄性发育为雌性或者不能生育的伪雌性。
- 孤雌生殖：被感染的雌性的单性生殖。[7]一个孤雌生殖的例子是赤眼蜂，[8]在感染沃尔巴克氏体情形下无需雄性也能生殖后代。在这个物种中，雄性非常罕见，可能已经被同一菌株的沃尔巴克氏体杀死。[9]
- 细胞质不兼容：被感染的雄性不能与未被感染的雌性繁殖，也不能与感染了其他基因型的雌性繁殖。

一些物种如果没有沃尔巴克氏体的寄生将不能生殖后代，有的甚至不能生存。
研究表明被感染的潮虫具有极高比例的雌性比例。
沃尔巴克氏体在促进物种形成有重要作用。沃尔巴克氏体菌株打乱了宿主的性别比这改变了自然宿主的性选择模式。并且产生了非常强的选择压力，导致一些极快的在自然群体中自然选择的例子。

## 分類
大部分沃尔巴克氏体不能在其真核生物宿主体外培养因此没有其正式的拉丁命名，少數已知的物種如下：
- 羊蜱型立克次氏体（英语：Wolbachia melophagi） W. melophagi (Nöller 1917) Philip 1956[18]
- 虱沃尔巴克氏体（英语：Wolbachia persica） W. persica （Suitor and Weiss 1961）[19]
- 尖音库蚊沃尔巴克氏体 W. pipientis  (Hertig, 1936)

下属物种：
- 羊蜱型立克次氏体 Wolbachia melophagi (Nöller 1917) Philip 1956
- 虱沃尔巴克氏体 Wolbachia persica Suitor and Weiss 1961，异名
- 尖音库蚊沃尔巴克氏体 Wolbachia pipientis Hertig 1936

## 细胞质不兼容

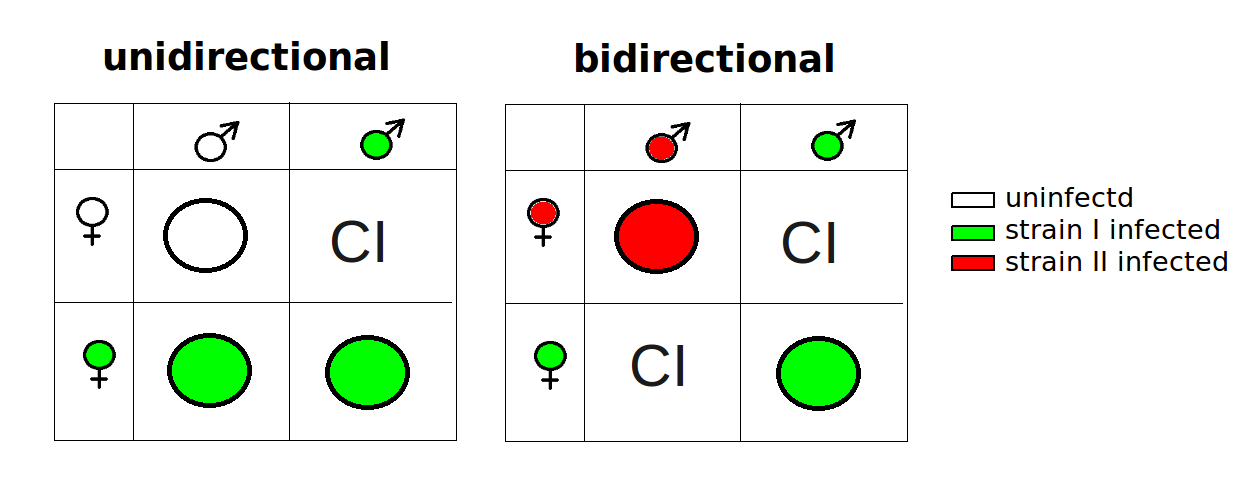
Unidirectional CI: 被感染的雄性与未被感染的雌性导致了受精卵的CI。
Bidirectional CI: 感染菌株I的雄性与感染菌株II的雌性导致了受精卵的CI。

细胞质不兼容（Cytoplasmic incompatibility，CI）是沃尔巴克氏体造成的一种生殖现象：被感染的雄性与未被感染的雌性或者感染了不同菌株的雌性交配产下的受精卵不能发育而死亡。换句话说，被感染的雌性能兼容未被感染的雄性或者感染了同样菌株的雄性。宿主通过抗生素治疗可以从沃尔巴克氏体感染中治愈。
在二倍体生物中，CI导致了胚胎死亡。而在单倍体宿主中，CI导致了单倍体的雄性后代。

### 细胞机制
细胞质不兼容可归因到2个不同的事件。第一个发生在感染了沃尔巴克氏体的雄性的精子发生阶段被称作修改（modification）。因为沃尔巴克氏体不存在于成熟的精子中，因此沃尔巴克氏体必定修改了感染的雄性的精子发生。第二个事件，稱
为营救（rescue），发生于受精卵中的沃尔巴克氏体阻止了CI发生。只要卵中的沃尔巴克氏体菌株与精子发生时的菌株对应，受精卵中就不会发生CI。
CI的主要后果是在雄性的原核的有丝分裂被延迟；第二个后果是这种不同时性导致父本染色体在有丝分裂第一阶段的赤道板上不能正常凝聚并对齐。只有母本染色体分离正常产生单倍体胚胎。受精卵中CI的营救导致了父本与母本的原核恢复同步。
沃尔巴克氏体如何导致修改与营救，仍然未知。果蝇的早期感染导致了精子染色质重塑阶段可以观察到CI。然而其他一些宿主物种的CI只出现于受精卵发育阶段。

### 演化影响
Werren指出沃尔巴克氏体导致了对未感染的雌性宿主的选择压力，因为感染的雌性可以与已感染或未感染的雄性交配繁衍后代，但未感染的雌性只能与未感染的雄性交配生殖。由于沃尔巴克氏体只能由雌性传播给子代，这种机制促进了沃尔巴克氏体的扩散。 群体遗传学中，沃尔巴克氏体感染率超过10%会使得感染的个体在代际传播上取得优势地位。and Stouthamer et al. 
这位成为入侵阈值。
如果同一物种的两个群体分别感染了沃尔巴克氏体的两个不同的菌株，由于CI这会导致这个宿主群体的生殖隔离。两个群体的这种基因的分离会导致物种的分化。

## 沃尔巴克氏体感染造成的适应优势
沃尔巴克氏体已被证实有助于黑腹果蝇与蚊子的抗病毒。感染了沃尔巴克氏体的蝇更抗RNA病毒如果蝇C病毒、诺沃克病毒、羊舍病毒、蟋蟀麻痹病毒, 基孔肯雅熱病毒、西尼罗河病毒。对于常见的室内蚊子，沃尔巴克氏体感染率高相关于更高的杀虫剂抵抗。一种潜叶虫——斑幕潜叶蛾，在秋天植物葉子枯黃时仍然能保持该潛葉蟲附近的區域的叶子仍然保持鮮綠，繼續進行光合作用，使得潜叶虫可以继续进食、生长。如果对该潜叶虫施加四环霉素，杀死其体内的沃尔巴克氏体，则失去了在枯黄植株上保持“绿道”能力，随之仅13%的该潜叶虫能羽化成蛾。被潛葉蟲寄生的樺樹的“绿岛”有大量細胞分裂素（cytokinins），但研究並未指出該細胞分裂素是由沃尔巴克氏体自行合成，或者沃尔巴克氏体刺激植物合成或者。沃尔巴克氏体可能帶有一些也能在植物體內找到的基因。這些基因能合成細胞分裂素，來喚醒植物細胞或延遲凋亡。
沃尔巴克氏体能够刺激被感染的拟果蝇产卵能力显著增强。
属于线虫动物门的马来丝虫， 沃尔巴克氏体是必需的内共生菌，提供给宿主必需的化学物。一些节肢动物体内寄生的沃尔巴克氏体给宿主提供了某些新陈代谢必需物。黑腹果蝇在营养压力下，体内寄生的沃尔巴克氏体参与调节铁代谢。温带臭虫体内的沃尔巴克氏体帮助宿主合成维生素B。

## 水平基因转移与基因组学
沃尔巴克氏体的第一次基因组测序是对感染黑腹果蝇的菌株。由基因研究所的喬納森·艾森与史考特·歐尼爾（Scott O'Neill）合作完成。第二例沃尔巴克氏体测序是对感染马来丝虫的菌株。嗜凤梨果蝇内寄生的沃尔巴克氏体的基因测序接近完成，其大的基因片段在其它7种果蝇体内均有发现。
日本产业技术综合研究所的深津武马和东京大学的今藤夏子，在研究农业害虫绿豆象和昆虫寄生细菌沃尔巴克氏体的关系时发现，沃尔巴克氏体的基因存在于绿豆象的染色体中，而且沃尔巴克氏体的染色体结构没有遭到破坏，也就是说，它的基因可以通过绿豆象这一更高级的动物遗传下去。
在一项辨识原丽蝇属物种的DNA条形码项目中，发现几个不同的形态种（morphospecies）具有相同的线粒体细胞色素C氧化酶亚基I基因序列，可能是沃尔巴克氏体在这几个物种之间感染传播造成的基因水平转移。这会造成错误的分子系统发生学推断的支序分类结果。
沃尔巴克氏体内也寄生了一种温和的噬菌体称作WO。比较噬菌体WO基因序列提供了一些显著的在沃尔巴克氏体宿主之间大规模基因水平迁移的例子。这是第一个噬菌体造成的被寄生细菌的基因频繁的水平迁移的例子。这可能会大大加快细菌的细胞间基因演化过程，过去典型认为细菌基因高度稳定甚至倾向于基因退化。

## 对人类的傳染病防治
除了昆虫以外，沃尔巴克氏体还感染各种等足目、蜘蛛、螨，许多种线虫(一大类寄生虫，包括引起人类的蟠尾丝虫症 ("河盲症")、象皮病，引起犬类疾病的犬心丝虫等）。不仅是导致这些疾病的丝虫会被沃尔巴克氏体感染，而且沃尔巴克氏体在这些疾病中扮演了不寻常角色。许多寄生丝虫的致病性源自沃尔克氏体的宿主免疫相应。使用多西环素杀死蟠尾丝虫体内的沃尔巴克氏体，常导致丝虫死亡或不育。因此，现在对蟠尾丝虫症的临床用药使用抗生素多西环素杀死丝虫体内的内共生的沃尔巴克氏体，代替以伊维菌素这种对人体毒副作用更大的抗丝虫药。
沃尔巴克氏体可用作病媒控制。如对蚊子群体。这是由于沃尔巴克氏体独特的“细胞质不兼容”特性，这会驱动宿主群体的基因扩散。群体遗传学的计算模型预计，在天然群体中引入沃尔巴克氏体将降低病源传播，降低整体的疾病负担。例如，沃尔巴克氏体可以控制登革热与疟疾，这是通过去除更老的包含了更多病源的昆虫，推动幸存者生下更多年轻的昆虫减缓了抵抗演化的选择压力。沃尔巴克氏体菌株wAllbB与wMelPop能降低埃及伊蚊的登革热传播，wMel菌株对白纹伊蚊与埃及伊蚊也有类似效果。此外，沃尔巴克氏体的Wmel菌株被证实对限制基孔肯雅症的病毒在埃及伊蚊体内复制有效，比较于未被沃尔巴克氏体感染的蚊子，显著降低了基孔肯雅症感染与传播。类似现象也发现适用黄热病毒。
2014年，中山大学-密歇根州立大学热带病虫媒控制联合研究中心奚志勇教授团队、中国疾病预防控制中心、广州市疾病预防控制中心合作，从果蝇、伊蚊和库蚊体内提取沃尔巴克氏体并成功将其导入到登革热媒介白纹伊蚊体内，建立了稳定的携带新型沃尔巴克氏体的蚊株。携带沃尔巴克氏体的雄蚊与非携带沃尔巴克氏体雌蚊交配所产的卵不能发育。通过大量释放携带沃尔巴克氏体的雄蚊，可以使蚊子种群数量降低至不足以引起登革热流行。这种过程被称为种群控制。携带沃尔巴克氏体的雌蚊无论与哪种雄蚊交配，都能生下携带沃尔巴克氏体的子代。随着蚊子一代代地繁殖，若干代后，整个种群都会携带这种共生菌，蚊子世世代代都失去了传播登革病毒的能力。这种过程就是种群替代。项目已通过中国国内权威专家组的生物安全评估，获得了中国农业部的现场测试许可证。2015年，该项目组在广州市南沙区一个孤立的有居民岛屿上释放了50万只感染了沃尔巴克氏体的雄蚊的试验。
另一项对西尼罗河病毒研究，在来源于埃及伊蚊细胞的细胞系Aag2感染沃尔巴克氏体后，病毒RNA复制增强了但分泌病毒被显著抑制。还发现感染了wMelPop菌株的蚊子的抗病毒效果：病毒复制被抑制。
但是，用沃尔巴克氏体降低病源传播的研究比较谨慎。最近一项研究发现在跗斑库蚊体内的wAlbB菌株改进了西尼罗河病毒的生存。 wAlbB抑制了抗病毒Toll免疫路径的REL1活化子。如果把感染了wAlbB菌株的蚊子大规模释放入自然群体，将是第一种很大增强了虫媒人类传染病。。但主流学术界认为，需避免过度解读以上研究结果，因为它很有可能是一个实验室条件下人为产生的一个结果(artifact)。因为该研究所用的是一个短暂携带沃尔巴克氏体的蚊子系统，在该系统中，沃尔巴克氏体并没有与蚊子形成稳定的共生，以至于沃尔巴克氏体只能存在当代的体细胞组织（somatic tissue），不能经卵传递到下一代。也就是，在该系统中，沃尔巴克氏体与蚊宿主的相互作用更像一个病原体。而在所有的应用研究中， 沃尔巴克氏体都是与蚊子形成了稳定共生的关系，可从母亲传递给子子代代。而在所有稳定共生的系统中，沃尔巴克氏体从未发现会增加病毒的复制。
有解释热舞内沃尔巴克氏体导致了活性氧类(ROS)相关的Toll族基因通路的活化。该通路是活化抗微生物的肽, 防御素, 蛾血素所必需的，可以抑制登革热传播。斯氏按蚊感染了wAlbB菌株的沃尔巴克氏体后，阻碍了恶性疟原虫的生命周期，有助于控制疟疾传播。

## 延伸阅读
- Werren, J.H.  (PDF). Annual Review of Entomology. 1997, 42: 587–609  [2015-06-12]. PMID 15012323. doi:10.1146/annurev.ento.42.1.587. （原始内容存档 (PDF)于2020-10-31）.
- Klasson L, Westberg J, Sapountzis P, Näslund K, Lutnaes Y, Darby AC, Veneti Z, Chen L, Braig HR, Garrett R, Bourtzis K, Andersson SG; Westberg; Sapountzis; Näslund; Lutnaes; Darby; Veneti; Chen; Braig; Garrett; Bourtzis; Andersson.  (PDF). Proc. Natl. Acad. Sci. U.S.A. 23 March 2009, 106 (14): 5725–30  [2015-06-12]. Bibcode:2009PNAS..106.5725K. PMC 2659715 . PMID 19307581. doi:10.1073/pnas.0810753106. （原始内容存档 (PDF)于2015-09-24）.